# Lionel Trilling
Lionel Trilling (* 4. Juli 1905 in New York; † 5. November 1975 ebenda) war ein amerikanischer Literaturkritiker, Schriftsteller und Lehrer. Er gehörte zur Gruppe der New York Intellectuals und schrieb regelmäßig für die Partisan Review. Er gilt als einer der bedeutendsten amerikanischen Literaturkritiker seiner Zeit.

## Leben
Sein Studium an der Columbia University, wo er unter anderem Whittaker Chambers und den Kulturhistoriker Jacques Barzun kennenlernte, schloss er 1926 ab. Dort lehrte er von 1932 bis 1939 als Dozent für Literatur und wurde 1938 promoviert. Zusammen mit Barzun hielt er regelmäßig den berühmt gewordenen „Großen-Bücher-Kurs“, der die wichtigsten Autoren der Geistesgeschichte behandelte. 1948 wurde er zum Ordinarius berufen, ein Amt, das er bis 1974 innehatte. 1951 wurde er in die American Academy of Arts and Letters und 1952 in die American Academy of Arts and Sciences gewählt. Zu seinen Schülern gehörte unter anderem auch die Schriftstellerin und Frauenrechtlerin Carolyn Heilbrun.
Trilling war mit Diana Trilling, geb. Rubin, verheiratet, die selbst auch als Literaturkritikerin hervortrat.

## Werk
Sein einziger Roman, The Middle of the Journey, der das Leben eines wohlhabenden kommunistischen Paars beschreibt, erschien 1947. Berühmt wurde er durch sein Vorwort zur Neuauflage von George Orwells Mein Katalonien aus dem Jahr 1952. Weitere bekannte Arbeiten behandeln Jane Austen, den Kinsey-Report, T.S. Eliot und Rudyard Kipling.
Seine wichtigsten politischen Essays gab er 1950 unter dem Titel The Liberal Imagination heraus, ein Buch, das den Niedergang der politischen Kultur in den Vereinigten Staaten nach Ende des Zweiten Weltkriegs zu analysieren versucht. Trillings zweiter wichtiger Essayband heißt The Moral Obligation to Be Intelligent. Zu seinen kulturkritischen Schriften gehören The Opposing Self (1955), A Gathering of Fugitives (1956) und Beyond Culture (1965), die sich mit dem Problem gesellschaftlicher Identität in der Moderne befassen. Sincerity and Authenticity (1972) ist der Versuch, die Idee der Authentizität als den wichtigsten ästhetischen Begriff seit der Aufklärung zu begreifen.
Seine Form der Kulturkritik steht in der Tradition Matthew Arnolds, dem auch Trillings psychoanalytische Studie Matthew Arnold (1939) gewidmet ist. Weitere Monographien befassen sich mit E. M. Forster (1943) und Sigmund Freud (The Life and Work of Sigmund Freud, 1962).
Die marxistischen Überzeugungen, die seine frühen Schriften prägen, weichen seit der Zeit von The Liberal Imagination, das besonders die Verführbarkeit der Intellektuellen durch den Stalinismus kritisierte, einem gemäßigten Konservatismus; das Aufkommen der neokonservativen Bewegung in den 70ern beobachtete er jedoch mit Argwohn. Einer seiner bekanntesten Schüler ist Norman Podhoretz.
Seine wichtigsten Essays wurden 2000 unter dem Titel The Moral Obligation to Be Intelligent neu herausgegeben.

## Schriften (Auswahl)
- Matthew Arnold. New York 1939.
- The Liberal Imagination. Essays on Literature and Society. London 1950.
- Introduction, zu George Orwell: Homage to Catalonia, New York : Harcourt, Brace and Company, 1952, S. v–xxiii
- The Opposing Self. Nine Essays in Criticism. London 1955.
- Beyond Culture. Essays on Literature and Learning. New York 1965.
- Sincerity and Authenticity. London 1972. Dt. Das Ende der Aufrichtigkeit. Übertragen Henning Ritter. München, Hanser, 1980.
- Life in Culture: Selected Letters of Lionel Trilling. Hrsg. von Adam Kirsch, New York: Farrar, Straus & Giroux 2018, ISBN 978-0-374-18515-2